# شاه‌بوف عربی
شاه‌بوف عربی (نام علمی: Bubo milesi) یک جغد واقعی از تیرهٔ جغدان راستین (Strigidae) است که بومی مناطقی از شبه‌جزیره عربستان است که از جنوب غربی عربستان سعودی، یمن، عمان و امارات متحده عربی شناخته شده است. در درجه نخست، این گونه از نواحی ساحلی و اندکی در داخل شبه‌جزیره شناخته شده است و ظاهراً از بی‌ثمرترین مناطق داخلی بیابانی این منطقه پرهیز می‌کند. در وادی‌ها، صخره‌ها، روی دیواره‌های دره، نخل‌های بزرگ و درختان دیگر لانه می‌سازد.